# Norileca borealis
Norileca borealis is een pissebed uit de familie Cymothoidae. De wetenschappelijke naam van de soort is voor het eerst geldig gepubliceerd in 1999 door Javed & Yasmeen.